# Kryptogenius acericornis
Kryptogenius acericornis es una especie de coleóptero de la familia Pterogeniidae.

## Distribución geográfica
Habita en Kerala (India).